# Rudy Van Gelder
Rudy Van Gelder (Jersey City, Nueva Jersey; 2 de noviembre de 1924-Englewood Cliffs, Nueva Jersey; 25 de agosto de 2016) fue un ingeniero de sonido estadounidense especializado en jazz.
Considerado uno de los ingenieros de sonido más destacados de la historia, Van Gelder grabó varios miles de álbumes, muchos de ellos considerados ya clásicos del género, incluyendo Miles Davis, Thelonious Monk, Sonny Rollins, Joe Henderson, Grant Green, Wayne Shorter, John Coltrane, y muchos otros. Trabajó con muchos sellos discográficos importantes de jazz, incluyendo Impulse!, Verve Records, Prestige, Savoy Records, y CTI Records, aunque es con el sello Blue Note, de Alfred Lion,  que más se le asocia, sobre todo durante el período de 1953 a 1967.
Aparte de haber grabado algunas de las sesiones en directo más significativas de la discografía del jazz, como el A Night at Birdland del Art Blakey Quartet, John Coltrane en Live at the Village Vanguard, y Stanley Turrentine Up at Minton's, sus grabaciones están asociadas con dos estudios de grabación. El primero, construido en la casa de sus padres en Hackensack, Nueva Jersey y la segunda, cuando en 1959, Van Gelder se trasladó a unas instalaciones más apropriadas en Englewood Cliffs, en el mismo estado, donde John Coltrane grabaría su clásico A Love Supreme para Impulse! en 1964.

## Grabaciones clásicas (lista incompleta)
- 1954: A Night at Birdland - Art Blakey Quartet
- 1956: Saxophone Colossus - Sonny Rollins (Prestige)
- 1957: Blue Train - John Coltrane (Blue Note)
- 1958: Somethin’ Else - Cannonball Adderley (Blue Note)
- 1960: A Night in Tunisia - Art Blakey & the Jazz Messengers (Blue Note)
- 1961: Up at Minton's - Stanley Turrentine
- 1962: Live at the Village Vanguard - John Coltrane
- 1964: A Love Supreme - John Coltrane (Impulse!)